# Сивцов, Василий Платонович
Василий Платонович Сивцов (11 сентября 1894—28 мая 1973) — передовик советского сельского хозяйства, бригадир свинофермы ордена Трудового Красного Знамени конного завода № 157, Мечётинский район Ростовской области, Герой Социалистического Труда (1949).

## Биография
Родился в 1894 году в селе Богородицкое, ныне Песчанокопского района Ростовской области.
С 1921 года начал трудовую деятельность на конном заводе №157 имени первой Конной Армии Мечётинского района Ростовской области. Возглавлял одну из бригад на свинотоварной ферме. В первые послевоенные годы его бригада стала одной из лучших на Дону. 
В 1948 году вырастил от 26 свиноматок по 25 поросят в среднем на одну свиноматку. Средне живой вес 2-х месячного поросёнка составил 15 кг. 
Указом Президиума Верховного Совета СССР от 26 июля 1949 года за получение высокой продуктивности в животноводстве Василию Платоновичу Сивцову было присвоено звание Героя Социалистического Труда с вручением ордена Ленина и медали «Серп и Молот».
Избирался депутатом поселкового Совета. неоднократный участник выставок достижений народного хозяйства. 
Продолжал работать. В дальнейшем вышел на заслуженный отдых.
Умер 28 мая 1973 года.

## Награды
- золотая звезда «Серп и Молот» (26.07.1949)
- орден Ленина (26.07.1949)
- другие медали.